# Sanusi Olusi
Oba Sanusi Olusi (décédé en 1932) est un riche commerçant qui succède à Ibikunle Akitoye comme Oba de Lagos de 1928 à 1931 pendant ce que certains historiens appellent les années « Interrègne » de l'exilé Eshugbayi Eleko. Sanusi Olusi est un petit-fils d'Olusi et un arrière-petit-fils d'Ologun Kutere,. Sanusi Olusi est le premier Oba musulman de Lagos.

## Carrière et ascendance
Sanusi Olusi est un commerçant résidant au 25 Bridge Street à Idumota. Il conteste une première fois l'élection au rang d'Oba en 1925 mais perd contre le prince Ibikunle Akitoye. Peu de temps après que sa propriété à Bridge Street est acquise par le gouvernement colonial britannique au Nigeria, il est installé Oba de Lagos.
À la mort d'Ibikunle Akitoye, il fait face au candidat Buraimoh Balogun de la branche dynastique Esilokun. Dans le contexte particulier de l'interrègne, il est couronné en dehors des traditions le 20 août 1928 par Obanikoro Akeju, l'un des chefs désignés comme faiseurs de roi. La propriété de Sanusi Olusi est acquise par le gouvernement pour la construction du pont Carter.
Avant la fin de son règne, il ouvre le marché de Jankara et de Jumat. Son court règne marque l'influence significative de l'Islam sur les Obas de Lagos. 

## Retrait du palais
Au retour de l'Eshugbayi Eleko précédemment déposé et exilé, Sanusi Olusi est invité à quitter le palais (Iga Idunganran) et a reçu une maison de 1 000 £ le long de Broad Street par le gouvernement colonial britannique plus une allocation annuelle de 400 £ par an. Plus tard, il reçut sa propre place à Oke-Arin connue sous le nom d'Iga Olusi.

## Contestation de l'élection de 1932
À la mort d'Eshugbayi Eleko en 1932, Sanusi Olusi conteste l'élection du nouvel Oba, cette fois contre le prince Falolu Dosunmu. Le groupe de chefs nommés Obanikoro soutiennent la contestation. Ils font appel au gouvernement colonial afin qu'il ne soit pas reconnu comme nouvel Oba aux côtés de membres de la politique nigériane du parti national démocratique nigérien et la communauté Ilu. Cependant, le gouverneur colonial n'accède pas à leur requête et reconnait le nouvel Oba Falolu Dosunmu. 
En 1935, Falolu proteste contre ce qu'il perçoit comme le comportement autoritaire de Sanusi Olusi : utiliser l'insigne royal et agir et s'habiller comme s'il est l'Oba. En réponse à la protestation de Falolu, le gouverneur Cameron a demandé à Sanusi Olusi de renoncer à un tel comportement.
Sanusi Olusi est mort en 1935 et est enterré au cimetière musulman d'Okesuna.